# Limosina chilenica
Limosina chilenica är en tvåvingeart som först beskrevs av Oswald Duda 1925.  Limosina chilenica ingår i släktet Limosina och familjen hoppflugor. Inga underarter finns listade i Catalogue of Life.